# 高革鰺
高革鰺（学名：Oligoplites altus），為輻鰭魚綱鱸形目鱸亞目鰺科似鰺屬下的一個種，分布於東太平洋墨西哥至祕魯海域，體呈紡錘型且側扁，背部略微隆起，背鰭2個，第2背鰭及臀鰭軟條延長，尾鰭叉形，上頜後緣延伸超出眼後緣，上頜牙齒小而絨毛狀，身體灰色或棕色，側面和腹部銀色，體長可達56公分，體重可達1.6公斤，棲息在沿海海域，有時會進入河口，生活習性不明，可做為食用魚，背鰭及臀鰭硬棘具有毒腺。